# Хикинботтом, Дэвид
Дэ́вид Хи́кинботтом (англ. David Hickinbottom) — фигурист из Великобритании, серебряный призёр чемпионата мира 1965 года, серебряный призёр чемпионатов Европы 1964 и 1965 годов, двукратный чемпион Великобритании 1964 и 1965 годов в танцах на льду. Выступал в паре с Джанет Соубридж.

## Спортивные достижения
(с  Джанет Соубридж)
| Соревнования/Сезоны       | 1963 | 1964 | 1965 |
| ------------------------- | ---- | ---- | ---- |
| Чемпионаты мира           | 4    | 3    | 2    |
| Чемпионаты Европы         | 3    | 2    | 2    |
| Чемпионаты Великобритании | 2    | 1    | 1    |